# Hong Kong 97
Hong Kong '97 (яп. 香港97, англ. Hong Kong 97, HongKong 97, стилизовано на обложке как HONGKONG1997) — нелицензионная видеоигра в жанре Shoot 'em up, вышедшая в 1995 году для Super Famicom (SNES) на дискете и разработанная компанией HappySoft Ltd., японская компания производящая Homebrew-игры. Она была разработана за два дня японским журналистом, программистом и инди-разработчиком Ёсихисой «Коулун» Куросавой (яп. クーロン黒沢, англ. Yoshihisa Kūron Kurosawa). Игра получила культовый статус в Японии и на Тайване из-за её печально известного ужасного качества.

## Сюжет
Действие игры основано на передаче суверенитета над Гонконгом в 1997 году. Люди из материкового Китая начали иммигрировать в Гонконг, из-за чего значительно увеличился уровень преступности. В качестве контрмеры неустановленный родственник Брюса Ли и наркоман по имени Чин (Джеки Чан в образе из фильма Закусочная на колёсах) был нанят правительством Гонконга (в лице его последнего британского губернатора Криса Паттена), чтобы уничтожить 1,2 миллиарда (всё население Китая на тот момент) «fuckin' ugly reds» (оригинальная цитата) в Китае. Но в то же время в Китае проводились исследования, чтобы воскресить мертвого Тонг Шау Пина (Дэн Сяопина) в качестве «сверхмощного оружия».
На момент выпуска игры в 1995 году Дэн Сяопин, который показан мёртвым в игре, был ещё жив. Тем не менее он умер в 1997 году, когда на самом деле происходил сюжет игры.

## Игровой процесс
Сразу после введения сюжета (который следует за некоторыми рекламными объявлениями и титульным экраном) начинается игра. Игрок управляет Чином, цель которого — стрелять и уклоняться от китайского населения и полицейских, движущихся вниз от верхней части экрана. При выстреле враги взрываются в ядерном грибе, оставляя после себя сверкающий труп и предметы для мгновенной смерти или временной непобедимости. Через некоторое время с боков начинают появляться автомобили, двигаясь горизонтально по экрану в качестве препятствий. После того, как игрок победил тридцать врагов, появляется последний босс — непропорционально гигантская голова Тонг Шау Пина-Дэн Сяопина. Как только он побежден, игра повторяется. В качестве фона в игре отображаются статичные фотографии, которые чередуются маоистскими агитационными плакатами, фотографиями гор Гуйлинь, логотипом Asia Television Limited, китайской Coca-Cola и портретом Мао Цзэдуна в монохромной палитре.
Как только в Чина попадает что-нибудь, кроме паверапа неуязвимости, то игра немедленно заканчивается (если Чин не находится в состоянии неуязвимости) и показывается экран «game over», на котором изображён кадр съёмки с VHS-кассеты, на котором виден труп человека с пулевыми отверстиями. Поверх экрана «game over» наложены слова «CHIN IS DEAD!» на английском и на грамматически неправильном, ломаном китайском кит. 陳死亡, пиньинь Chén sǐwáng, палл. Чэнь сыван, что можно интерпретировать как «Чин мёртв» или, если как имя собственное: «Мёртвый Чин». Затем игра переходит к титрам (в которых значатся, помимо прочего, список партнёров по сотрудничеству посольство Канады в Японии), а затем возвращается на титульный экран и повторяется снова.
Единственным музыкальным и звуковым сопровождением игры является фрагмент (первые две строчки) детской песни «I Love Beijing Tiananmen» (кит. трад. 我愛北京天安門, упр. 我爱北京天安门, пиньинь Wǒ ài Běijīng Tiān'ānmén, палл. Во ай Бэйцзин Тяньаньмэнь), который бесконечно повторяются в течение всей игры. В игру можно играть на английском, японском или традиционном китайском.
Существовало несколько теорий по поводу того, кем является убитый в экране «game over». Появлялись предположения о том, что это либо польский боксёр-любитель Лешек Блажиньский, либо террорист из фронта освобождения Палестины Атеф Бсейсо, устроившего теракт на Олимпийских играх в Мюнхене 1972 года. Однако, выяснилось, что человек на фото — неизвестный мирный босниец-жертва гражданской войны в Боснии, а сам скриншот взят из японского документального фильма в жанре мондо «New Death File III» (яп. 新・デスファイルIII).

## Разработка
В январе 2018 года Ёсихиса «Коулун» Куросава, разработчик Hong Kong 97, окончательно нарушил молчание по поводу разработки игры для интервью газете South China Morning Post. Он заявил, что его цель состояла в том, чтобы сделать самую худшую игру в качестве насмешки над игровой индустрией. Поскольку у Куросавы не было особых навыков программирования, ему помогали сотрудник Enix по фамилии Амамото, работавший менеджером коммуникационного обеспечения, и его друг из компании Squaresoft. В итоге игра была сделана за два дня. Куросава взял музыку из подержанного LaserDisc, который он купил на улице Шанхай-стрит (кит. 上海街, палл. Шанхайцзе) в Коулуне, а спрайт главного героя был взят с постера фильма.
После завершения игры, Куросава использовал устройство для бэкапа (англ. game backup device), которое могло копировать игры Super Famicom на дискеты и продававшиеся в компьютерных центрах гонконгского района Самсёйпоу (кит. трад. 深水埗, палл. Шэньшуй). Он под разными псевдонимами написал несколько рекламных обзоров и статей для подпольных игровых журналов и организовал почтовый сервис для продажи игр на дискетах и картриджах. После реализации этих копий в течение нескольких месяцев он забыл о своей игре. Позже, в конце 2000-х он узнал, что Hong Kong 97 получила всеобщее внимание. В конце концов, поклонники Hong Kong 97 нашли его аккаунт в Facebook, и с тех пор ему неоднократно задавали вопросы, связанные с игрой. Стоимость игры составляла 2000—2500 йен, всего было продано около 30 копий.
Сейчас Куросава проживает в Пномпене, столице Камбоджи.

## Критика
Hong Kong 97 встретили преимущественно отрицательно, а некоторые назвали её одной из худших видеоигр из когда-либо созданных. Журналисты отмечали присутствие расизма в игре.